# Sardinella rouxi
Sardinella rouxi es una especie de pez de la familia Clupeidae en el orden de los Clupeiformes.

## Morfología
Los machos pueden alcanzar 16 cm de longitud total.

## Hábitat
Es un pez de mar y pelágico que se encuentra en áreas de clima tropical (18 ° N-10 ° S, 20 ° W-14 ° E) hasta los 50 m de profundidad.

## Distribución geográfica
Se encuentra en África: desde el Senegal hasta el río Congo y, quizás también, Angola.

## Valía comercial
Se comercializa fresco o adobado con sal.